# 許廷錄
許廷錄（？—？），又名許逸，字升聞，號適齋，常熟人。清朝戏曲家。
许介师之子。許廷錄與馮簡緣為忘年之交，講求詩作的字學及韻律。錄兼工善填詞，撰有《五虎凷》、《兩鍾情》等傳奇。廷錄又愛繪竹以寄樂趣興，其畫竹之神韻頗近顧文淵之風格。